# Torneo Clausura 2022 Primera División (Guatemala)
El Torneo Clausura 2022 de Primera División fue la edición número 38 de la máxima categoría de ascenso desde el cambio de formato en la temporada 2002-03; y servirá como finalización de la temporada 2021-22.
Oficialmente, el torneo llevará el nombre de Torneo Clausura 2022 - Marcos Menaldo, en homenaje al jugador del Club Deportivo Marquense, fallecido por un ataque cardíaco durante la pretemporada.

## Sistema de competición
La competición está dividida en dos fases: la fase de clasificación y la fase final.

### Fase de clasificación
Los 20 equipos participantes se dividen en 4 grupos de 5 equipos según cercanía geográfica, juegan todos contra todos a local y visitante durante 10 fechas. Al final de esta fase, los dos mejores equipos de cada grupo avanzan a los cuartos de final, es decir, la fase final.

### Fase final
En esta fase, los 8 equipos clasificados se ordenan en una tabla según su desempeño en la fase de clasificación, para definir los enfrentamientos, se usa el siguiente criterio:
- 1° vs 8°
- 2° vs 7°
- 3° vs 6°
- 4° vs 5°

Asimismo, el mejor clasificado de cada enfrentamiento juega el segundo partido en casa.
Tras jugar esta ronda, los cuatro equipos clasificados se ordenan de nuevo, realizando los enfrentamientos de esta manera:
- 1° vs 4°
- 2° vs 3°

Se utilizan los mismos criterios para esta fase.
Finalmente, los dos clasificados de esta ronda llegan a la final, el ganador de esta serie se proclama ganador del torneo.
Los dos equipos finalistas aseguran participar en los partidos por el ascenso a Liga Nacional al final de la temporada.

## Equipos participantes
| Grupo A              | Grupo A                            | Grupo A                             | Grupo A   |
| Equipo               | Ciudad                             | Estadio                             | Capacidad |
| -------------------- | ---------------------------------- | ----------------------------------- | --------- |
| Amatitlán            | Amatitlán, Guatemala               | Estadio Guillermo Slowing           | 5 000     |
| Coatepeque FC        | Coatepeque, Quetzaltenango         | Estadio Israel Barrios              | 21 000    |
| Marquense            | San Marcos, San Marcos             | Marquesa de la Ensenada             | 10 000    |
| Naranjeros Escuintla | Escuintla, Escuintla               | Armando Barillas                    | 10 000    |
| Plataneros La Blanca | La Blanca, San Marcos              | Florencio Barrios                   | 500       |
| Puerto San José      | Puerto San José, Escuintla         | Vicente Arévalo                     | 1 000     |
| Quiché FC            | Santa Cruz del Quiché, Quiché      | Municipal de Santa Cruz del Quiché  | 4 000     |
| San Pedro            | San Pedro Sacatepéquez, San Marcos | Estadio Municipal de San Pedro      | 4 000     |
| Suchitepéquez        | Mazatenango, Suchitepéquez         | Carlos Salazar Hijo                 | 10 000    |
| Xinabajul Huehue     | Huehuetenango, Huehuetenango       | Los Cuchumatanes                    | 5 000     |
| Grupo B              |                                    |                                     |           |
| Equipo               | Ciudad                             | Estadio                             | Capacidad |
| Agua Blanca          | Agua Blanca, Jutiapa               | Estadio Municipal Roquelino Escobar | 800       |
| Aurora FC            | Ciudad de Guatemala                | Estadio del Ejército                | 12 000    |
| Chimaltenango FC     | Chimaltenango, Chimaltenango       | Municipal de Chimaltenango          | 1 500     |
| Comunicaciones B     | Ciudad de Guatemala                | Cementos Progreso                   | 17 500    |
| Juventud Pinulteca   | San José Pinula, Guatemala         | Estadio San Miguel                  | 1 000     |
| Mixco                | Mixco, Guatemala                   | Santo Domingo                       | 2 000     |
| Atlético Mictlán     | Asunción Mita, Jutiapa             | La Asunción                         | 5 000     |
| Sacachispas          | Chiquimula, Chiquimula             | Las Victorias                       | 9 500     |
| Sanarate             | Sanarate, El Progreso              | Municipal de Sanarate               | 3,000     |
| CSD Zacapa Tellioz   | Zacapa, Zacapa                     | David Ordóñez Bardales              | 8 500     |

## Fase de Clasificación

### Grupo A

#### Clasificación
| Pos. | Equipo               | Pts. | PJ | G  | E | P  | GF | GC | Dif. | Clasificación             |
| ---- | -------------------- | ---- | -- | -- | - | -- | -- | -- | ---- | ------------------------- |
| 1    | Xinabajul - Huehue   | 34   | 18 | 10 | 4 | 4  | 24 | 10 | +14  | Cuartos de final          |
| 2    | San Pedro            | 34   | 18 | 10 | 4 | 4  | 25 | 13 | +12  | Cuartos de final          |
| 3    | Coatepecano IB       | 31   | 18 | 9  | 4 | 5  | 20 | 14 | +6   | Acceso a Cuartos de Final |
| 4    | Marquense            | 29   | 18 | 8  | 5 | 5  | 17 | 11 | +6   | Acceso a Cuartos de Final |
| 5    | Plataneros La Blanca | 27   | 18 | 8  | 3 | 7  | 19 | 18 | +1   | Acceso a Cuartos de Final |
| 6    | Quiché FC            | 24   | 18 | 6  | 6 | 6  | 20 | 16 | +4   | Acceso a Cuartos de Final |
| 7    | Suchitepequez        | 23   | 18 | 5  | 8 | 5  | 17 | 18 | −1   |                           |
| 8    | Naranjeros Escuintla | 15   | 18 | 3  | 6 | 9  | 10 | 25 | −15  |                           |
| 9    | Puerto San José      | 14   | 18 | 3  | 5 | 10 | 10 | 22 | −12  |                           |
| 10   | Amatitlán            | 14   | 18 | 3  | 5 | 10 | 11 | 26 | −15  |                           |

Actualizado a los partidos jugados el 13 de abril de 2022.
 Fuente: https://guatefutbol.com/category/primera-division/]
Criterios de clasificación: Puntos · Diferencia de goles · Goles a favor · Enfrentamiento directo

#### Resumen de Fechas
|                      | 1     | 2     | 3     | 4     | 5     | 6     | 7     | 8     | 9     | 10    | 11    | 12    | 13    | 14    | 15    | 16    | 17    | 18    |
| -------------------- | ----- | ----- | ----- | ----- | ----- | ----- | ----- | ----- | ----- | ----- | ----- | ----- | ----- | ----- | ----- | ----- | ----- | ----- |
| Amatitlán            | PLA   | PSJ   | QCH   | NAR   | XIN   | COA   | SNP   | MAR   | SUC   | PLA   | PSJ   | QCH   | NAR   | XIN   | COA   | SNP   | MAR   | SUC   |
| Amatitlán            | 2 - 1 | 0 - 2 | 1 - 2 | 1 - 2 | 0 - 2 | 0 - 2 | 0 - 0 | 1 - 0 | 1 - 2 | 1 - 1 | 3 - 2 | 1 - 1 | 0 - 0 | 0 - 3 | 0 - 0 | 0 - 4 | 0 - 1 | 0 - 1 |
| Coatepecano IB       | XIN   | PLA   | SNP   | MAR   | SUC   | AMA   | PSJ   | QCH   | NAR   | XIN   | PLA   | SNP   | MAR   | SUC   | AMA   | PSJ   | QCH   | NAR   |
| Coatepecano IB       | 1 - 0 | 1 - 2 | 0 - 3 | 0 - 0 | 1 - 0 | 2 - 0 | 1 - 0 | 1 - 0 | 0 - 1 | 0 - 2 | 2 - 1 | 2 - 0 | 1 - 2 | 1 - 1 | 0 - 0 | 2 - 0 | 2 - 2 | 3 - 0 |
| Marquense            | QCH   | NAR   | XIN   | COA   | SNP   | PLA   | SUC   | AMA   | PSJ   | QCH   | NAR   | XIN   | COA   | SNP   | MAR   | SUC   | AMA   | PSJ   |
| Marquense            | 3 - 2 | 0 - 0 | 0 - 0 | 0 - 0 | 2 - 0 | 0 - 1 | 0 - 2 | 0 - 1 | 1 - 0 | 0 - 0 | 4 - 0 | 0 - 1 | 2 - 1 | 0 - 2 | 1 - 0 | 3 - 1 | 1 - 0 | 0 - 0 |
| Naranjeros Escuintla | SNP   | MAR   | SUC   | AMA   | PSJ   | QCH   | PLA   | XIN   | COA   | SNP   | MAR   | SUC   | AMA   | PSJ   | QCH   | PLA   | XIN   | COA   |
| Naranjeros Escuintla | 1 - 3 | 0 - 0 | 0 - 0 | 2 - 1 | 1 - 1 | 0 - 1 | 1 - 2 | 0 - 4 | 1 - 0 | 0 - 1 | 0 - 4 | 1 - 2 | 0 - 0 | 0 - 0 | 0 - 0 | 0 - 1 | 3 - 2 | 0 - 3 |
| Plataneros La Blanca | AMA   | COA   | PSJ   | SNP   | QCH   | MAR   | NAR   | SUC   | XIN   | AMA   | COA   | PSJ   | SNP   | QCH   | MAR   | NAR   | SUC   | XIN   |
| Plataneros La Blanca | 1 - 2 | 2 - 1 | 3 - 0 | 0 - 2 | 0 - 3 | 1 - 0 | 2 - 1 | 0 - 1 | 1 - 0 | 1 - 1 | 1 - 2 | 2 - 0 | 1 - 1 | 1 - 0 | 0 - 1 | 1 - 0 | 2 - 2 | 0 - 1 |
| Puerto San José      | SUC   | AMA   | PLA   | QCH   | NAR   | XIN   | COA   | SNP   | MAR   | SUC   | AMA   | PLA   | QCH   | NAR   | XIN   | COA   | SNP   | MAR   |
| Puerto San José      | 1 - 1 | 2 - 0 | 0 - 3 | 0 - 3 | 1 - 1 | 1 - 2 | 0 - 1 | 0 - 1 | 0 - 1 | 0 - 0 | 2 - 3 | 0 - 2 | 1 - 0 | 0 - 0 | 0 - 1 | 0 - 2 | 2 - 1 | 0 - 0 |
| Quiché FC            | MAR   | SUC   | AMA   | PSJ   | PLA   | NAR   | XIN   | COA   | SNP   | MAR   | SUC   | AMA   | PSJ   | PLA   | NAR   | XIN   | COA   | SNP   |
| Quiché FC            | 2 - 3 | 1 - 0 | 2 - 1 | 3 - 0 | 3 - 0 | 1 - 0 | 1 - 1 | 0 - 1 | 1 - 1 | 0 - 0 | 2 - 0 | 1 - 1 | 0 - 1 | 0 - 1 | 0 - 0 | 0 - 2 | 2 - 2 | 1 - 2 |
| San Pedro            | NAR   | XIN   | COA   | PLA   | MAR   | SUC   | AMA   | PSJ   | QCH   | NAR   | SNP   | COA   | PLA   | MAR   | SUC   | AMA   | PSJ   | QCH   |
| San Pedro            | 3 - 1 | 0 - 1 | 3 - 0 | 2 - 0 | 0 - 2 | 2 - 2 | 0 - 0 | 1 - 0 | 1 - 1 | 1 - 0 | 1 - 0 | 0 - 2 | 1 - 1 | 2 - 0 | 1 - 0 | 4 - 0 | 1 - 2 | 2 - 1 |
| Suchitepequez        | PSJ   | QCH   | NAR   | XIN   | COA   | SNP   | MAR   | PLA   | AMA   | PSJ   | QCH   | NAR   | XIN   | COA   | SNP   | MAR   | PLA   | AMA   |
| Suchitepequez        | 1 - 1 | 0 - 1 | 0 - 0 | 1 - 1 | 0 - 1 | 2 - 2 | 2 - 0 | 1 - 0 | 2 - 1 | 0 - 0 | 0 - 2 | 2 - 1 | 1 - 1 | 1 - 1 | 0 - 1 | 1 - 3 | 2 - 2 | 1 - 0 |
| Xinabajul - Huehue   | COA   | SNP   | MAR   | SUC   | AMA   | PSJ   | QCH   | NAR   | PLA   | COA   | SNP   | MAR   | SUC   | AMA   | PSJ   | QCH   | NAR   | PLA   |
| Xinabajul - Huehue   | 0 - 1 | 1 - 0 | 0 - 0 | 1 - 1 | 2 - 0 | 2 - 1 | 1 - 1 | 4 - 0 | 0 - 1 | 2 - 0 | 0 - 1 | 1 - 0 | 1 - 1 | 3 - 0 | 1 - 0 | 2 - 0 | 2 - 3 | 1 - 0 |

### Grupo B

#### Clasificación
| Pos. | Equipo             | Pts. | PJ | G  | E | P  | GF | GC | Dif. | Clasificación             |
| ---- | ------------------ | ---- | -- | -- | - | -- | -- | -- | ---- | ------------------------- |
| 1    | Mixco              | 35   | 18 | 10 | 5 | 3  | 21 | 10 | +11  | Cuartos de final          |
| 2    | Atlético Mictlán   | 30   | 18 | 8  | 6 | 4  | 28 | 14 | +14  | Cuartos de final          |
| 3    | Sacachispas        | 28   | 18 | 7  | 7 | 4  | 18 | 14 | +4   | Acceso a Cuartos de Final |
| 4    | Zacapa Tellioz     | 25   | 18 | 7  | 4 | 7  | 14 | 17 | −3   | Acceso a Cuartos de Final |
| 5    | Chimaltenango      | 25   | 18 | 7  | 4 | 7  | 13 | 18 | −5   | Acceso a Cuartos de Final |
| 6    | Cremas B           | 23   | 18 | 6  | 5 | 7  | 26 | 21 | +5   | Acceso a Cuartos de Final |
| 7    | Sanarate           | 23   | 18 | 7  | 2 | 9  | 27 | 21 | +6   |                           |
| 8    | Aurora             | 22   | 18 | 6  | 4 | 8  | 14 | 21 | −7   |                           |
| 9    | Juventud Pinulteca | 21   | 18 | 5  | 6 | 7  | 18 | 18 | 0    |                           |
| 10   | Agua Blanca        | 14   | 18 | 3  | 5 | 10 | 15 | 30 | −15  |                           |

Actualizado a los partidos jugados el 13 de abril de 2022.
 Fuente: Página oficial
Criterios de clasificación: Puntos · Diferencia de goles · Goles a favor · Enfrentamiento directo

#### Resumen de Fechas
|                    | 1     | 2     | 3     | 4     | 5     | 6     | 7     | 8     | 9     | 10    | 11    | 12    | 13    | 14    | 15    | 16    | 17    | 18    |
| ------------------ | ----- | ----- | ----- | ----- | ----- | ----- | ----- | ----- | ----- | ----- | ----- | ----- | ----- | ----- | ----- | ----- | ----- | ----- |
| Agua Blanca        | ZTL   | SAC   | AMC   | JPN   | AUR   | MIX   | SNR   | CHM   | CRE   | ZTL   | SAC   | AMC   | JPN   | AUR   | MIX   | SNR   | CHM   | CRE   |
| Agua Blanca        | 0 - 0 | 1 - 2 | 2 - 1 | 1 - 2 | 0 - 1 | 1 - 4 | 2 - 2 | 1 - 2 | 1 - 4 | 1 - 2 | 0 - 1 | 0 - 3 | 1 - 1 | 0 - 3 | 1 - 0 | 2 - 1 | 0 - 0 | 1 - 1 |
| Atlético Mictlán   | JPN   | AUR   | AGB   | SNR   | CHM   | CRE   | ZTL   | SAC   | MIX   | JPN   | AUR   | AGB   | SNR   | CHM   | CRE   | ZTL   | SAC   | MIX   |
| Atlético Mictlán   | 3 - 3 | 4 - 0 | 1 - 2 | 1 - 0 | 1 - 0 | 2 - 2 | 3 - 0 | 2 - 2 | 0 - 1 | 2 - 0 | 0 - 0 | 3 - 0 | 0 - 1 | 2 - 0 | 3 - 1 | 0 - 0 | 0 - 0 | 2 - 1 |
| Aurora             | SAC   | AMC   | JPN   | MIX   | AGB   | SNR   | CHM   | CRE   | ZTL   | SAC   | AMC   | JPN   | MIX   | AGB   | SNR   | CHM   | CRE   | ZTL   |
| Aurora             | 1 - 1 | 0 - 4 | 0 - 3 | 0 - 1 | 1 - 0 | 2 - 0 | 0 - 1 | 0 - 4 | 2 - 0 | 1 - 2 | 0 - 0 | 1 - 0 | 0 - 1 | 3 - 0 | 0 - 2 | 0 - 0 | 0 - 0 | 3 - 2 |
| Chimaltenango      | MIX   | CRE   | ZTL   | SAC   | AMC   | JPN   | AUR   | AGB   | SNR   | MIX   | CRE   | ZTL   | SAC   | AMC   | JPN   | AUR   | AGB   | SNR   |
| Chimaltenango      | 1 - 0 | 0 - 5 | 1 - 0 | 0 - 2 | 1 - 0 | 1 - 1 | 1 - 0 | 2 - 1 | 2 - 0 | 0 - 1 | 1 - 2 | 1 - 2 | 0 - 0 | 0 - 2 | 1 - 0 | 0 - 0 | 0 - 0 | 1 - 2 |
| Cremas B           | SNR   | CHM   | MIX   | ZTL   | SAC   | AMC   | JPN   | AUR   | AGB   | SNR   | CHM   | MIX   | ZTL   | SAC   | AMC   | JPN   | AUR   | AGB   |
| Cremas B           | 0 - 1 | 5 - 0 | 0 - 0 | 1 - 2 | 0 - 0 | 2 - 2 | 0 - 1 | 4 - 0 | 4 - 1 | 0 - 2 | 2 - 1 | 2 - 3 | 1 - 0 | 3 - 2 | 1 - 3 | 0 - 2 | 0 - 0 | 1 - 1 |
| Juventud Pinulteca | AMC   | MIX   | AUR   | AGB   | SNR   | CHM   | CRE   | ZTL   | SAC   | AMC   | MIX   | AUR   | AGB   | SNR   | CHM   | CRE   | ZTL   | SAC   |
| Juventud Pinulteca | 3 - 3 | 0 - 0 | 3 - 0 | 2 - 1 | 0 - 2 | 1 - 1 | 1 - 0 | 1 - 1 | 0 - 2 | 0 - 2 | 0 - 1 | 0 - 1 | 1 - 1 | 4 - 1 | 0 - 1 | 2 - 0 | 0 - 1 | 0 - 0 |
| Mixco              | CHM   | JPN   | CRE   | AUR   | ZTL   | AGB   | SAC   | SNR   | AMC   | CHM   | JPN   | CRE   | AUR   | ZTL   | AGB   | SAC   | SNR   | AMC   |
| Mixco              | 0 - 1 | 0 - 0 | 0 - 0 | 1 - 0 | 1 - 1 | 4 - 1 | 2 - 0 | 0 - 0 | 1 - 0 | 1 - 0 | 1 - 0 | 3 - 2 | 1 - 0 | 1 - 0 | 0 - 1 | 1 - 1 | 3 - 1 | 1 - 2 |
| Sacachispas        | AUR   | AGB   | SNR   | CHM   | CRE   | ZTL   | MIX   | AMC   | JPN   | AUR   | AGB   | SNR   | CHM   | CRE   | ZTL   | MIX   | AMC   | JPN   |
| Sacachispas        | 1 - 1 | 2 - 1 | 0 - 2 | 2 - 0 | 0 - 0 | 1 - 0 | 0 - 2 | 2 - 2 | 2 - 0 | 2 - 1 | 1 - 0 | 2 - 0 | 0 - 0 | 2 - 3 | 0 - 1 | 1 - 1 | 0 - 0 | 0 - 0 |
| Sanarate           | CRE   | ZTL   | SAC   | AMC   | JPN   | AUR   | AGB   | MIX   | CHM   | CRE   | ZTL   | SAC   | AMC   | JPN   | AUR   | AGB   | MIX   | CHM   |
| Sanarate           | 1 - 0 | 0 - 1 | 2 - 0 | 0 - 1 | 2 - 0 | 0 - 2 | 2 - 2 | 0 - 0 | 0 - 2 | 2 - 0 | 0 - 1 | 0 - 2 | 1 - 0 | 1 - 4 | 2 - 0 | 1 - 2 | 1 - 3 | 2 - 1 |
| Zacapa Tellioz     | AGB   | SNR   | CHM   | CRE   | MIX   | SAC   | AMC   | JPN   | AUR   | AGB   | SNR   | CHM   | CRE   | MIX   | SAC   | AMC   | JPN   | AUR   |
| Zacapa Tellioz     | 0 - 0 | 1 - 0 | 0 - 1 | 2 - 1 | 1 - 1 | 0 - 1 | 0 - 3 | 1 - 1 | 0 - 2 | 2 - 1 | 1 - 0 | 2 - 1 | 0 - 1 | 0 - 1 | 1 - 0 | 0 - 0 | 1 - 0 | 2 - 3 |

## Fase final

### Acceso a cuartos de final
| Fechas           | Local en la ida      | Global         | Local en la vuelta | Ida                                                        | Vuelta                                                                                                  |
| ---------------- | -------------------- | -------------- | ------------------ | ---------------------------------------------------------- | --- |
| 20 y 24 de abril | Comunicaciones B     | 3 (5 p.p.4) 3  | Coatepecano IB     | 1 - 1 Archivado el 29 de abril de 2022 en Wayback Machine. | 2 - 2 Archivado el 29 de abril de 2022 en Wayback Machine.                                              |
| 20 y 24 de abril | Plataneros La Blanca | 3 (3 p.p. 5) 3 | Zacapa Tellioz     | 2 - 0 Archivado el 29 de abril de 2022 en Wayback Machine. | 1 - 3 Archivado el 29 de abril de 2022 en Wayback Machine.                                              |
| 20 y 23 de abril | Quiché FC            | 3 (4 p.p. 5) 3 | Sacachispas        | 1 - 0 Archivado el 29 de abril de 2022 en Wayback Machine. | 2 - 3 Archivado el 29 de abril de 2022 en Wayback Machine.                                              |
| 21 y 24 de abril | Chimaltenango        | 3 - 6          | Marquense          | 1 - 2 Archivado el 29 de abril de 2022 en Wayback Machine. | 2 - 4 (enlace roto disponible en Internet Archive; véase el historial, la primera versión y la última). |

### Cuartos de final
| Fechas                  | Local en la ida  | Global | Local en la vuelta | Ida                                                        | Vuelta                                                     |
| ----------------------- | ---------------- | ------ | ------------------ | ---------------------------------------------------------- | ---------------------------------------------------------- |
| 28 de abril y 1 de mayo | Comunicaciones B | 0 - 2  | Deportivo Mixco    | 0 - 1 Archivado el 29 de abril de 2022 en Wayback Machine. | 0 - 1 Archivado el 29 de abril de 2022 en Wayback Machine. |
| 28 de abril y 1 de mayo | Zacapa Tellioz   | 1 - 2  | Xinabajul - Huehue | 1 - 0 Archivado el 29 de abril de 2022 en Wayback Machine. | 0 - 2 Archivado el 29 de abril de 2022 en Wayback Machine. |
| 28 de abril y 1 de mayo | Sacachispas      | 3 - 6  | San Pedro          | 2 - 4 Archivado el 29 de abril de 2022 en Wayback Machine. | 1 - 2 Archivado el 29 de abril de 2022 en Wayback Machine. |
| 28 de abril y 1 de mayo | Marquense        | 5 - 3  | Atlético Mictlán   | 4 - 0 Archivado el 29 de abril de 2022 en Wayback Machine. | 1 - 3 Archivado el 29 de abril de 2022 en Wayback Machine. |

### Semifinales
| Fechas         | Local en la ida | Global         | Local en la vuelta | Ida | Vuelta                                                    |
| -------------- | --------------- | -------------- | ------------------ | --- | --------------------------------------------------------- |
| 7 y 15 de mayo | Marquense       | 4 (4 p.p. 5) 4 | Deportivo Mixco    | 2 - 2 Archivado el 15 de mayo de 2022 en Wayback Machine.                                               | 2 - 2 Archivado el 15 de mayo de 2022 en Wayback Machine. |
| 8 y 15 de mayo | San Pedro       | 0 - 1          | Xinabajul - Huehue | 0 - 0 (enlace roto disponible en Internet Archive; véase el historial, la primera versión y la última). | 0 - 1 Archivado el 15 de mayo de 2022 en Wayback Machine. |

### Finales
| Fechas          | Local en la ida    | Global | Local en la vuelta | Ida | Vuelta |
| --------------- | ------------------ | ------ | ------------------ | --- | ------ |
| 22 y 28 de mayo | Xinabajul - Huehue | 3 - 4  | Deportivo Mixco    | 2 - 2 (enlace roto disponible en Internet Archive; véase el historial, la primera versión y la última). | 1 - 2  |

### Campeón
| Campeón                                                        |
| Deportivo Mixco 2° Título Ascendido a la Liga Nacional 2022-23 |

## Final de temporada

### Descensos

#### Tablas acumuladas
| Pos. | Equipo          | Pts. | PJ | G  | E  | P  | GF | GC | Dif. | Clasificación |
| ---- | --------------- | ---- | -- | -- | -- | -- | -- | -- | ---- | ------------- |
| 1    | Xinabajul       | 64   | 36 | 18 | 10 | 8  | 47 | 27 | +20  |               |
| 2    | San Pedro       | 61   | 36 | 16 | 13 | 7  | 54 | 33 | +21  |               |
| 3    | Marquense       | 58   | 36 | 15 | 13 | 8  | 40 | 23 | +17  |               |
| 4    | Suchitepequez   | 58   | 36 | 15 | 13 | 8  | 45 | 36 | +9   |               |
| 5    | Coatepecano IB  | 51   | 36 | 14 | 9  | 13 | 35 | 34 | +1   |               |
| 6    | Plataneros      | 50   | 36 | 15 | 5  | 16 | 40 | 48 | −8   |               |
| 7    | Quiché FC       | 49   | 36 | 12 | 13 | 11 | 43 | 34 | +9   |               |
| 8    | Puerto San José | 41   | 36 | 10 | 11 | 15 | 34 | 47 | −13  |               |
| 9    | Naranjeros      | 36   | 36 | 9  | 9  | 18 | 29 | 49 | −20  | Repechaje     |
| 10   | Amatitlán       | 20   | 36 | 4  | 8  | 24 | 16 | 52 | −36  | Descenso      |

| Pos. | Equipo             | Pts. | PJ | G  | E  | P  | GF | GC | Dif. | Clasificación |
| ---- | ------------------ | ---- | -- | -- | -- | -- | -- | -- | ---- | ------------- |
| 1    | Atlético Mictlán   | 62   | 36 | 16 | 14 | 6  | 43 | 21 | +22  |               |
| 2    | Mixco              | 59   | 36 | 15 | 14 | 7  | 42 | 27 | +15  |               |
| 3    | Sacachispas        | 54   | 36 | 13 | 15 | 8  | 41 | 33 | +8   |               |
| 4    | Zacapa Tellioz     | 49   | 36 | 14 | 7  | 15 | 33 | 35 | −2   |               |
| 5    | Aurora             | 49   | 36 | 12 | 13 | 11 | 31 | 33 | −2   |               |
| 6    | Cremas B           | 48   | 36 | 12 | 12 | 12 | 51 | 40 | +11  |               |
| 7    | Juventud Pinulteca | 45   | 36 | 10 | 15 | 11 | 38 | 37 | +1   |               |
| 8    | Chimaltenango      | 44   | 36 | 11 | 11 | 14 | 29 | 45 | −16  |               |
| 9    | Sanarate           | 38   | 36 | 11 | 5  | 20 | 32 | 46 | −14  | Repechaje     |
| 10   | Agua Blanca        | 34   | 36 | 8  | 10 | 18 | 37 | 60 | −23  | Descenso      |

#### Repesca por la permanencia
| Fecha y lugar                  | Penúltimo - Grupo A  | Resultado | Penúltimo - Grupo B |
| ------------------------------ | -------------------- | --------- | ------------------- |
| 23 de abril, Antigua Guatemala | Naranjeros Escuintla | 1-2       | Sanarate            |

#### Descendidos[2]
|                          |                          |                          |
| Deportivo Amatitlán      | Agua Blanca              | Naranjeros Escuintla     |
| Descendido el 27/03/2022 | Descendido el 13/04/2022 | Descendido el 23/04/2022 |

### Ascensos

#### Equipos clasificados a las series de ascenso 2022
| Equipo             | Método de clasificación             | Fecha de clasificación  |
| ------------------ | ----------------------------------- | ----------------------- |
| Marquense          | Campeón del Torneo Apertura 2021    | 27 de noviembre de 2021 |
| Xinabajul - Huehue | Subcampeón del Torneo Clausura 2022 | 15 de mayo de 2022      |
| Mixco              | Subcampeón del Torneo Apertura 2021 | 27 de noviembre de 2021 |
| Mixco              | Campeón del Torneo Clausura 2022    | 15 de mayo de 2022      |

- Deportivo Mixco asciende al cumplir con 2 criterios de clasificación.

#### Serie de Ascenso 2022
| Lugar y Fecha                 | Torneo Apertura | Resultado | Torneo Clausura    |
| ----------------------------- | --------------- | --------- | ------------------ |
| 4 de junio, Antigua Guatemala | Marquense       | 0 - 1     | Xinabajul - Huehue |

### Ascendidos
|                         |                         |
| Deportivo Mixco         | Xinabajul Huehue        |
| Ascendido el 15/05/2022 | Ascendido el 04/06/2022 |